# پوینت موگو (کالیفرنیا)
پوینت موگو (به انگلیسی: Point Mugu) یک منطقهٔ مسکونی در ایالات متحده آمریکا است که در شهرستان ونتورا، کالیفرنیا واقع شده‌است.